# Piero Piccioni
Piero Piccioni (Turín, 6 de diciembre de 1921-Roma, 23 de julio de 2004) fue un prolífico músico y compositor italiano de música de cine, campo en el que trabajó en más de 300 partituras que al comienzo de su carrera firmó como Piero Morgan y fue un gran artista infravalorado para su época.
Comenzó trabajando en el mundo del jazz. Con solo 17 años y su "013" Big Band toca en programas de radio en 1938. Su primer contacto con el cine se produce trabajando como abogado para productoras cinematográficas como Titanus y De Laurentiis. Su primer trabajo como compositor se lo proporciona Michelangelo Antonioni que le encarga la música para el documental de uno de sus discípulos Luigi Polidoro. Su primer largometraje de ficción es Il mondo le condanna (1953), que dirige Gianni Franciolini y que el compositor firma como Piero Morgan, nombre que mantendrá hasta 1957. 
Tras esta película vendrán colaboraciones con Francesco Rosi, Mario Monicelli, Alberto Lattuada, Luigi Comencini, Luchino Visconti, Antonio Pietrangeli, Bernardo Bertolucci, Roberto Rossellini, Vittorio De Sica, Lina Wertmüller, Tinto Brass, Dino Risi y muchos otros.
Entre los premios obtenidos a lo largo de su carrera cabe recordar el David di Donatello por Travolti da un insolito destino nell’azzurro mare d’agosto (1975), el Nastro d’argento por Salvatore Giuliano de Francesco Rosi (1963), el Prix International Lumiere (1991), el premio Anna Magnani (1975), o el premio Vittorio De Sica (1979).